# Aptesis punjabensis
Aptesis punjabensis là một loài tò vò trong họ Ichneumonidae.